# Riksväg 13
De Zweedse rijksweg 13 is gelegen in de provincie Skåne län en is circa 91 kilometer lang. De weg ligt in het meest zuidelijke deel van Zweden.

## Plaatsen langs de weg
- Ystad
- Sjöbo
- Hörby
- Ludvigsborg
- Höör
- Stockamöllan
- Billinge
- Röstånga
- Skäralid
- Ljungbyhed
- Klippan
- Östra Ljungby
- Munka-Ljungby
- Ängelholm

## Knooppunten
- E65/Riksväg 9 bij Ystad (begin)
- Riksväg 11 bij Sjöbo (lopen 2 kilometer over zelfde weg)
- Länsväg 104 bij Sjöbo
- E22 bij Hörby
- Riksväg 23 bij Höör
- Länsväg 113 bij Stockamöllan
- Länsväg 108 loopt samen tussen Röstånga-Ljungbyhed
- Riksväg 21 bij Klippan (4 kilometer heeft de weg beide wegnummers)
- E4 bij Östra Ljungby
- Länsväg 114 bij Munka-Ljungby
- E6/E20 bij Ängelholm
- Länsväg 107 bij Ängelholm (einde)

Europese wegen:
E4 · E6 · E10 · E12 · E14 · E16 · E18 · E20 · E22 · E45 · E65
Riksvägar:
9 · 11 · 13 · 15 · 17 · 19 · 21 · 23 · 24 · 25 · 26 · 27 · 28 · 29 · 30 · 31 · 32 · 34 · 35 · 37 · 40 · 41 · 42 · 44 · 46 · 47 · 49 · 50 · 51 · 52 · 53 · 55 · 56 · 57 · 61 · 62 · 63 · 66 · 68 · 69 · 70 · 72 · 73 · 75 · 76 · 77 · 83 · 84 · 86 · 87 · 90 · 92 · 94 · 95 · 97 · 98 · 99